# Android 11
Android 11 (кодове ім'я - Android Red Velvet Cake, Android R) — 11-й основний випуск і 18-та версія мобільної операційної системи Android. Вона була випущена 8 вересня 2020 року. Починаючи з Android 10 алфавітні назви релізів на основі десертів були припинені; тому операційна система була названа «Android 11». Логотип випуску має циферблат, перетворений на 11 — посилання на музичний макетний фільм This Is Spinal Tap.

## Історія
Версія була призначена для трьох щомісячних збірок попереднього перегляду розробників, які мають бути випущені до першого бета-випуску, який спочатку повинен був вийти в травні, загалом три бета-версії щомісяця до фактичного випуску. Стан «стабільності платформи» планувався на липень 2020 року, а остаточний випуск відбувся 8 вересня 2020 року.
Перша збірка попередньої ОС Android 11 була випущена 19 лютого 2020 року як заводське зображення для підтримуваних смартфонів Google Pixel (за винятком Pixel першого покоління та Pixel XL). Потім Developer Preview 2 був випущений 18 березня, а потім 23 квітня — Developer Preview 3. 6 травня Google випустив несподіваний Developer Preview 4, оскільки вони просунули всю дорожню карту для Android 11 на місяць, встановивши дату першої бета-версії на 3 червня.
Випуск першої публічної бета-версії спочатку повинен був відбутися 3 червня в Google I/O, який був остаточно скасований через пандемію COVID-19, а замість цього заплановано подію в Інтернеті. Потім, унаслідок загальнонаціональних заворушень, спричинених смертю Джорджа Флойда, Google оголосив, що вихід першої бета-версії Android 11 буде відкладено. Бета-версія 1 була остаточно випущена 10 червня 2020 року, а потім — бета-версія 8 липня Потім виправлення Beta 2.5 було випущено 22 липня, а бета-версію 3 випущено 6 серпня. Стабільна версія була випущена 8 вересня 2020 року
Першим телефоном, запущеним з Android 11 після Google Pixel та OnePlus 8T, був Vivo V20.

## Особливості

### Досвід користувача
Android 11 вводить сповіщення про «розмови»; вони призначені для чату та обміну повідомленнями та можуть бути представлені у спливаючих накладах, відомих як «бульбашки», якщо вони підтримуються програмами. Розмови також можна позначити як «пріоритетні», щоб надати їм більшої популярності (пересуваючи їх до верху сповіщень та дозволяючи їм обходити режим «Не турбувати»). Також може відображатися історія сповіщень за останні 24 години. Bubbles призначений для заміни існуючого дозволу на накладання, який у майбутньому припиняється через безпеку (через використання шкідливим програмним забезпеченням, що займається натисканням) та проблеми з продуктивністю.
Меню, яке відображається під час утримання кнопки живлення, тепер включає область, присвячену керуванню розумними домашніми пристроями. Елементи керування медіа відображаються як частина області швидких налаштувань, а не як постійне сповіщення. Кнопка знімка екрана переміщується на екран нещодавно (лише на пристроях Pixel). Програми можна закріпити в меню спільного доступу.
Android 11 включає вбудований рекордер екрану.

### Доступність
Система голосового управління здатна розпізнавати контекст екрану.

### Платформа
Android 11 має різні API, призначені для виявлення наявності підключення до мережі 5G, щоб забезпечити покращення роботи в програмі. Android 11 містить нові API для роботи з пристроями з навісними дисплеями та надвигнутими «водоспадними» дисплеями.
Новий API можна використовувати для моніторингу температури пристрою та відповідно регулювання операцій програми.

### Конфіденційність та безпека
Якщо автоматично перезавантажитись після оновлення системи, програми можуть автоматично відновитися та відновити доступ до зашифрованого облікового запису без аутентифікації.
Android 11 вводить «одноразові» дозволи для камери, мікрофона та розташування; на запит програми користувач повинен вибрати, надати доступ, коли вони використовують програму, лише один раз, або заборонити. Повторна відмова в дозволі означатиме відмову на невизначений термін. Програми повинні вимагати від користувачів переходу в меню системних налаштувань, щоб увімкнути фонове відстеження місцезнаходження, і всі «чутливі» дозволи автоматично скидаються, якщо користувач не користувався програмою протягом декількох місяців.
Додатки, орієнтовані на Android 11, мають доступ лише до файлів у зовнішній пам'яті, яку вони створили самі («обсяг пам'яті»), бажано, щоб вони знаходились у конкретному каталозі програми, а також аудіо-, графічні та відеофайли, що містяться в музиці, зображеннях або Каталоги відео. До будь-якого іншого файлу можна отримати доступ лише за допомогою втручання користувача через Storage Access Framework.
Щоб «забезпечити правильну обробку метаданих про розташування EXIF на основі дозволів на місцезнаходження, визначених у програмі», Android 11 обмежує наміри захоплення зображень та відео лише програмами системної камери. Це не впливає на камери, вбудовані в додатки (такі як, наприклад, Instagram або Snapchat).